# Heliodora
Heliodora est une municipalité brésilienne de l'État du Minas Gerais et la microrégion de Santa Rita do Sapucaí.